# Market Square Arena
Market Square Arena var en inomhusarena i Indianapolis i Indiana i USA. Den var färdigbyggd 1974, kostade 23 miljoner amerikanska dollar att bygga och hade kapacitet för 16 530 åskådare vid basketmatcher och 15 993 åskådare vid ishockeymatcher. Den stängdes igen för gott den 24 oktober 1999 och revs den 8 juli 2001.
Market Square Arena var hemmaarena för Indiana Pacers 1974–1999, för Indianapolis Ice 1988–1999, för Indiana Twisters 1996–1997 och för Indianapolis Racers 1974–1979.
Det var också i Market Square Arena som Elvis Presley gav sin sista konsert den 26 juni 1977.

### Fotnoter
1. ↑  ”Arkiverade kopian”. Arkiverad från originalet den 18 december 2010. https://web.archive.org/web/20101218024645/http://www.modernsteel.com/archives/PDFs_61-90/1975A9_15-4.pdf. Läst 11 oktober 2011.